# Elementi del gruppo 4

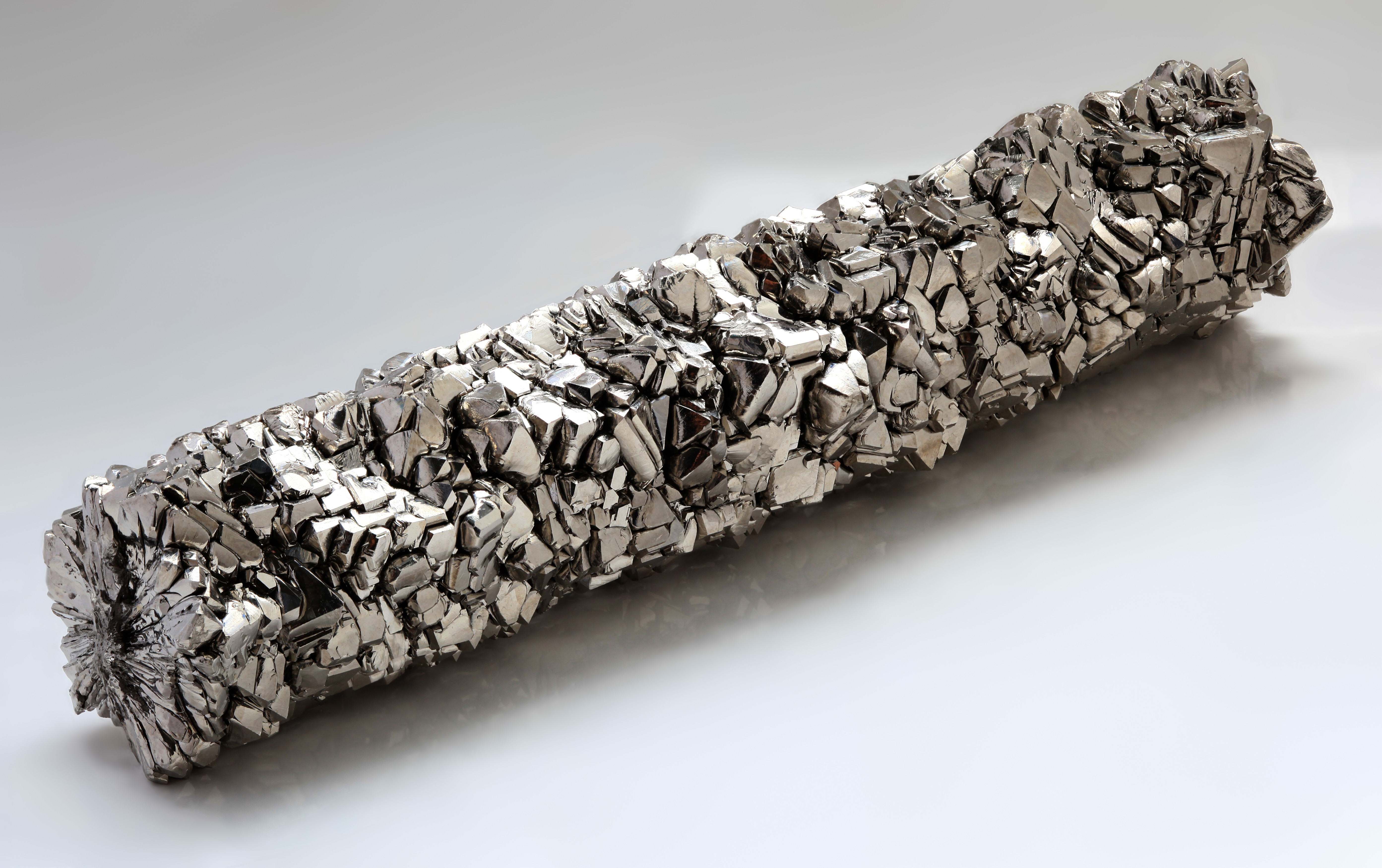
Titanio puro al 99,995%

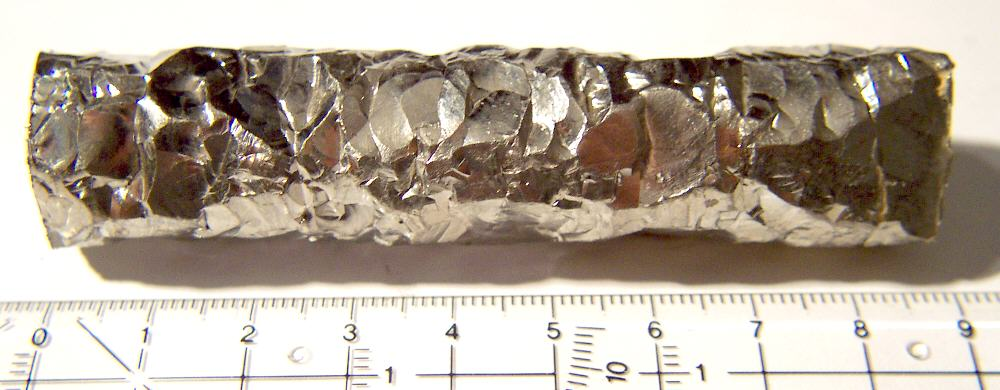
Zirconio puro al 99,995%

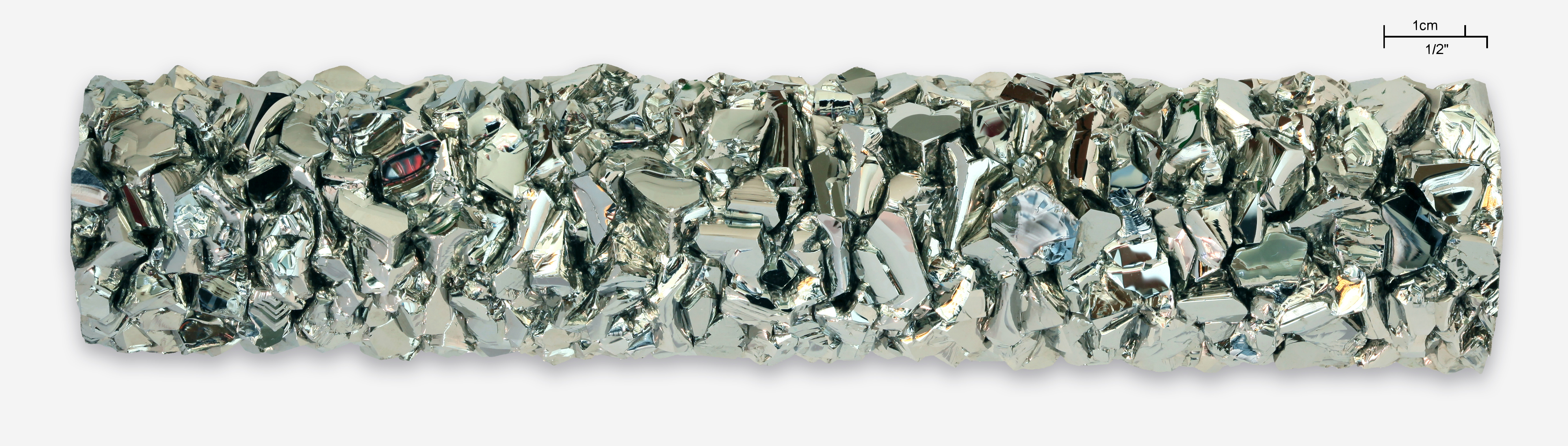
Afnio puro al 99,995%

Gli elementi del gruppo 4 sono: titanio (Ti), zirconio (Zr), afnio (Hf) e rutherfordio (Rf). Il gruppo 4 fa parte del blocco d della tavola periodica e i suoi componenti sono metalli di transizione. Il rutherfordio è un elemento artificiale radioattivo; ne sono stati prodotti solo pochi atomi e le sue proprietà chimiche sono poco note.  Nella nomenclatura precedente questo gruppo era denominato IVA o IVB a seconda di diverse convenzioni usate rispettivamente in Europa e negli Stati Uniti d'America.
| Legenda dei colori della tabella a destra: | Metalli di transizione |

A temperatura ambiente questi elementi sono tutti solidi; il colore rosso per il numero atomico indica che quell'elemento è sintetico e non si trova in natura.

## Fonti
Il titanio è il nono elemento per abbondanza sulla crosta terrestre, diffuso nella maggior parte dei minerali, specie nei silicati. Si ricava principalmente da ilmenite (FeTiO3) e rutilo (TiO2); ogni anno si producono più di 100 000 tonnellate di titanio. Lo zirconio è il diciottesimo elemento per abbondanza sulla crosta terrestre, e si ricava principalmente dai minerali zircone (ZrSiO4) e baddeleyite (ZrO2). L'afnio è il quarantacinquesimo elemento per abbondanza sulla crosta terrestre. I pochi minerali specifici dell'afnio non sono utili per la sua produzione. Viene ricavato principalmente come sottoprodotto della lavorazione dei minerali di zirconio, che contengono sempre una piccola quantità di afnio, dato che le proprietà chimiche dei due elementi sono molto simili.

## Tossicità e ruolo biologico
Il titanio non è tossico, e non risulta essenziale per nessuna specie vivente. La quantità contenuta in un corpo umano è di circa 700 mg e anche in quantità maggiore non dà problemi. Tra i composti, il diossido di titanio non è tossico, mentre altri come ad esempio TiCl4 possono essere pericolosi. Zirconio e afnio non hanno ruoli biologici, e loro sali sono considerati poco tossici. Un corpo umano contiene circa 1 mg di zirconio; la quantità relativa all'afnio non è nota, ma dovrebbe essere molto piccola.

## Applicazioni
Il titanio è molto importante dal punto di vista economico e commerciale, mentre zirconio e afnio sono molto meno usati. ll titanio metallico è più duro, più leggero e più resistente alla corrosione dell'acciaio; il titanio e le sue leghe con alluminio e altri metalli sono quindi usati in tutti i casi dove è importante leggerezza, resistenza alla corrosione e biocompatibilità. Viene impiegato ad esempio in aerei, veicoli spaziali, missili, corazze, biciclette, orologi, occhiali, eliche e altri componenti navali, impianti di desalinizzazione, impianti chimici, protesi ortopediche e impianti dentali. Il composto più importante del titanio è il diossido (TiO2), che è il pigmento bianco più usato al mondo. Non è tossico, e viene usato sia nelle vernici che per imbiancare la carta e come riempitivo nelle materie plastiche. La maggior parte dello zirconio metallico è usato nei reattori nucleari, perché ha una bassa sezione di cattura per i neutroni ed è molto resistente alla corrosione. Lo zirconio per questo uso deve essere purificato da impurezze di afnio, che invece ha un'alta capacità di assorbire neutroni. La rimozione dell'afnio non è necessaria per altri usi dello zirconio metallico, utilizzato in varie leghe in impianti chimici al posto di acciai inossidabili. La zirconia, ZrO2, è usata in materiali refrattari, ceramiche, bioceramiche e in gemme sintetiche. L'afnio è usato per le barre di controllo nei reattori nucleari per la sua capacità di assorbire neutroni. Inoltre, si usa in leghe e ceramiche per alte temperature. L'ossido di afnio è usato come isolante nei circuiti integrati.

## Proprietà degli elementi

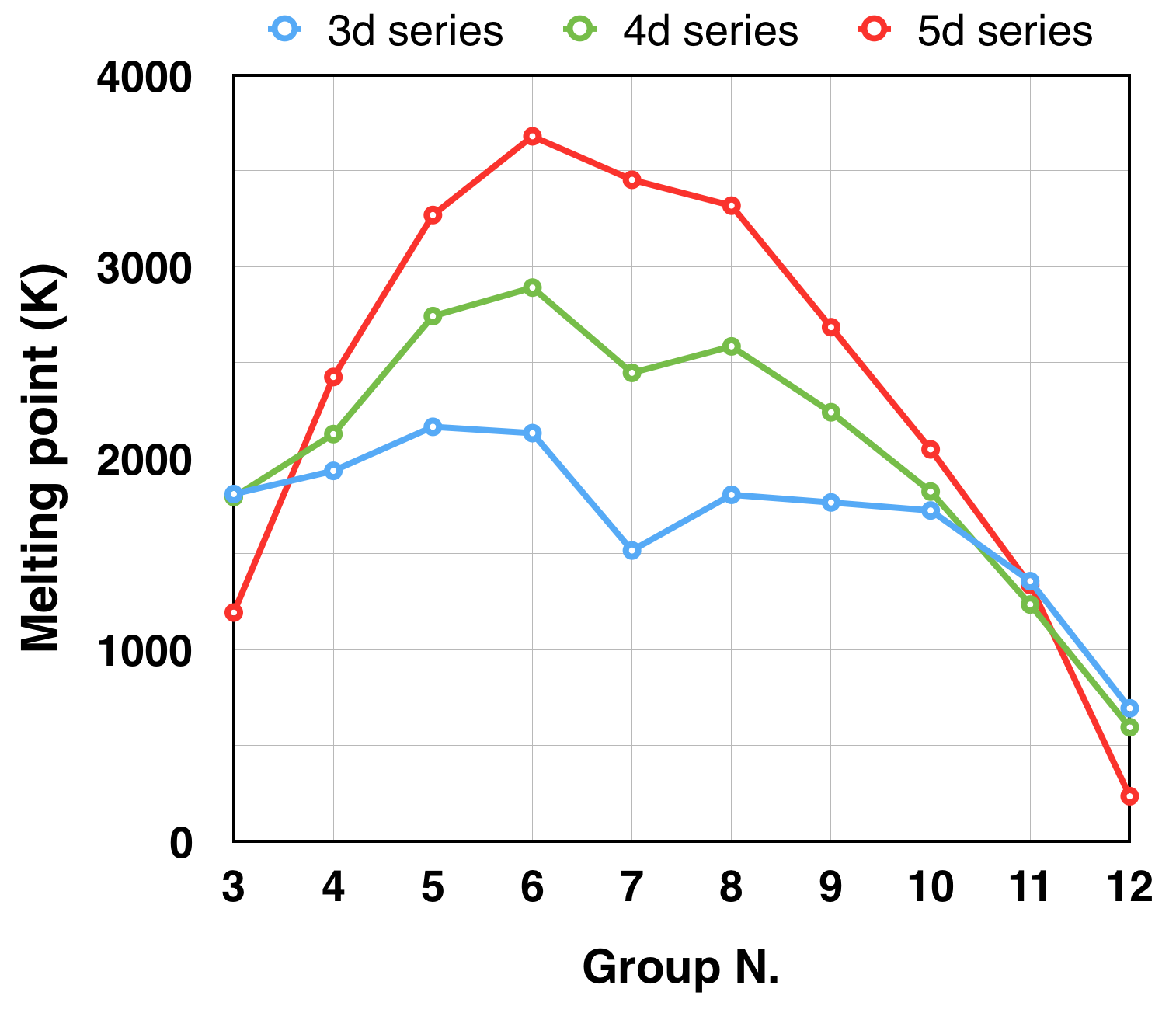
Punti di fusione degli elementi del blocco d.

Titanio, zirconio e afnio hanno un tipico aspetto metallico, lucido e argenteo. L'aumento del numero di elettroni fa crescere la forza del legame metallico, e quindi rispetto agli elementi del gruppo 3 crescono i valori dell'entalpia di fusione, di vaporizzazione e di atomizzazione; ciò è segnalato dai valori del punto di fusione, che sono in crescita rispetto al gruppo 3. L'aumento del numero di elettroni li rende anche migliori conduttori di elettricità e di calore rispetto agli elementi del gruppo 3, ma rispetto alla maggioranza degli altri metalli non sono considerati buoni conduttori. 
I raggi metallici e ionici aumentano da titanio a zirconio, mentre da zirconio ad afnio il valore rimane praticamente identico a causa della contrazione lantanidica. Nonostante ciò porti a differenze fisiche notevoli (densità e peso atomico dello zirconio sono circa la metà rispetto all'afnio), la coppia zirconio/afnio è quella che mostra la chimica più identica tra tutte le altre analoghe coppie nella seconda/terza serie di transizione.
| Proprietà                               | Titanio      | Zirconio     | Afnio             |
| --------------------------------------- | ------------ | ------------ | ----------------- |
| Peso atomico (u)                        | 47,87        | 91,22        | 178,49            |
| Configurazione elettronica              | [Ar] 3d2 4s2 | [Kr] 4d2 5s2 | [Xe] 4f14 5d2 6s2 |
| Punto di fusione (°C)                   | 1667         | 1857         | 2222              |
| Punto di ebollizione (°C)               | 3285         | 4200         | 4450              |
| Densità (g/cm3a 25 °C)                  | 4,50         | 6,51         | 13,28             |
| Raggio metallico (pm)                   | 147          | 160          | 159               |
| Raggio ionico M4+ (pm)                  | 61           | 72           | 71                |
| Elettronegatività (Pauling)             | 1,5          | 1,4          | 1,3               |
| Entalpia di fusione (kJ·mol−1)          | 18,8         | 19,2         | ≈25               |
| Entalpia di vaporizzazione (kJ·mol−1)   | 425          | 567          | 571               |
| Entalpia di atomizzazione (kJ·mol−1)    | 469          | 612          | 611               |
| Resistività elettrica a 20 °C (Ω·m·108) | 42,0         | 40,0         | 35,1              |

## Reattività chimica e andamenti nel gruppo[3][4]
Questi elementi sono elettropositivi (tendono ad ossidarsi), anche se meno di quelli del precedente gruppo 3. Scaldati ad alta temperatura reagiscono direttamente con la maggior parte dei non metalli (ad esempio il titanio forma TiH2, TiB2, TiC, TiN, TiO2…). Allo stato massivo questa reattività non è in pratica osservabile a temperatura medio-bassa, e questi metalli risultano molto resistenti alla corrosione perché sulla superficie si forma un sottile film di ossido che passiva il metallo sottostante e impedisce ulteriori attacchi. Ad alta temperatura o in forma finemente suddivisa i metalli sono invece piroforici. Sono piuttosto resistenti agli attacchi acidi. A temperatura ambiente sono attaccati praticamente solo dall'acido fluoridrico, con formazione di fluoro complessi, tipo TiF62–; a caldo reagiscono anche con altri acidi minerali. Sono inattaccabili da basi acquose anche bollenti.
Come succede tipicamente negli elementi di transizione, gli elementi di questo gruppo possono accedere a vari stati di ossidazione. Dalla configurazione elettronica nd2 (n+1)s2 si deduce uno stato di ossidazione massimo di +4, che risulta quello più stabile e importante. Stati di ossidazione minori sono meno stabili e tendono ad ossidarsi a +4. Ioni tipo M4+ hanno una densità di carica troppo elevata per esistere in soluzione; si formano invece ossocationi tipo TiO2+ (titanile). Gli ioni M4+ danno luogo a molti complessi come il già menzionato TiF62–, sia con alogeni che con leganti dove l'atomo donatore è azoto od ossigeno (M4+ è un acido hard). Le dimensioni degli ioni M4+ sono naturalmente minori di quelle degli ioni 3+ del gruppo precedente, ma sono comunque abbastanza grandi, tenendo conto della carica, per permettere numeri di coordinazione di 7, 8 o più, soprattutto per zirconio e afnio (ZrF73–, ZrF84–). Nello stato di ossidazione +4 la configurazione elettronica è d0, e di conseguenza i composti sono diamagnetici, di solito bianchi o incolori perché non sono possibili bande di assorbimento d–d. Ad esempio TiCl4 è un liquido incolore, e TiO2 è un solido bianco usato come pigmento. Quando invece i composti sono colorati (ad esempio TiBr4 è arancione) ciò è dovuto alla presenza di bande di trasferimento di carica legante→metallo.
Lo stato di ossidazione +3 è abbastanza comune per il titanio; TiCl3 è ben noto come catalizzatore per le reazioni di polimerizzazione stereospecifica. In soluzione acida è presente lo ione violetto Ti(H2O)63+ che però si ossida facilmente. Il colore violetto è dovuto a bande di assorbimento d–d nella regione del visibile, dato che il Ti(III) ha configurazione d1.
Come succede in tutto il blocco d, gli elementi della seconda e terza serie di transizione preferiscono gli stati di ossidazione più elevati, e quindi per zirconio e afnio lo stato di ossidazione +3 è molto meno stabile che per il titanio.